# Krasnovolea, Kovel
Krasnovolea (în ucraineană Красноволя) este un sat în comuna Horodîșce din raionul Kovel, regiunea Volînia, Ucraina.

## Demografie
Componența lingvistică a localității Krasnovolea
     Ucraineană (99,12%)
     Alte limbi (0,88%)
Conform recensământului din 2001, majoritatea populației localității Krasnovolea era vorbitoare de ucraineană (99,12%), existând în minoritate și vorbitori de alte limbi.